# 블랙홀 열역학

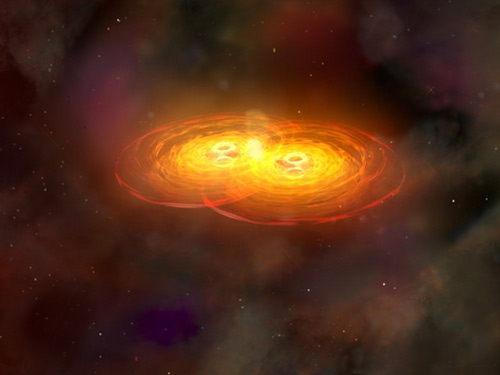
열역학 법칙이 유지되는 두 개의 블랙홀이 병합되는 한 과정에 대한 예술가의 묘사

물리학에서 블랙홀 열역학(black hole thermodynamics)은 열역학 법칙과 블랙홀 사건의 지평선의 존재를 조화시키려는 연구 분야이다. 흑체 복사의 통계역학 연구가 양자역학 이론의 발전으로 이어졌듯이, 블랙홀의 통계역학을 이해하려는 노력은 양자 중력의 이해에 깊은 영향을 미쳤으며, 이것은 홀로그래피 원리의 공식화로 이어졌다.

## 개요
열역학 제2법칙에 따르면 블랙홀은 엔트로피를 가지고 있어야 한다. 만약 블랙홀이 엔트로피를 가지고 있지 않다면, 블랙홀에 질량을 던지면 제2법칙을 위반할 수 있다. 블랙홀의 엔트로피 증가는 삼켜진 천체에 의한 엔트로피의 감소를 상쇄하는 것 이상이다.
1972년, 제이콥 베켄슈타인은 블랙홀이 엔트로피를 가져야 한다고 추측했으며, 같은 해에 털없음 정리를 제안했다.
1973년 베켄슈타인은 비례 상수로 {\displaystyle {\frac {\ln {2}}{0.8\pi }}\approx 0.276}를 제안하면서 상수가 정확히 이 값이 아니라면 매우 근접한 값이어야 한다고 주장했다. 이듬해인 1974년, 스티븐 호킹은 블랙홀이 특정 온도(호킹 온도)에 해당하는 열 호킹 복사를 방출한다는 것을 보여주었다. 호킹은 에너지, 온도, 엔트로피 사이의 열역학적 관계를 이용해 베켄슈타인의 가설을 확인하고 비례 상수를 {\displaystyle 1/4}로 수정할 수 있었다:
{\displaystyle S_{\text{BH}}={\frac {k_{\text{B}}A}{4\ell _{\text{P}}^{2}}},}
여기서 {\displaystyle A}는 사건 지평선의 면적, {\displaystyle k_{\text{B}}}는 볼츠만 상수, {\displaystyle \ell _{\text{P}}={\sqrt {G\hbar /c^{3}}}}은 플랑크 길이이다. 이를 흔히 베켄슈타인-호킹 공식이라고 한다. 접미사 BH는 "블랙홀" 또는 "베켄슈타인-호킹"을 나타낸다. 블랙홀 엔트로피는 사건 지평선의 면적 {\displaystyle A}에 비례한다. . 블랙홀 엔트로피가 베켄슈타인 경계(Bekenstein bound)에 의해 얻을 수 있는 최대 엔트로피이기도 하다는 사실(베켄슈타인 경계가 등식이 되는 경우)은 홀로그래피 원리로 이어진 주요 관찰이었다. 이 면적 관계는 어떤 경계선 공형 장론(boundary conformal field theory)의 얽힘 엔트로피(entanglement entropy)를 이중 중력 이론에서 한 특정 표면과 연관시키는 류-타카야나기 공식(Ryu–Takayanagi conjecture formular)을 통해 임의의 영역으로 일반화되었다.
호킹의 계산은 블랙홀 엔트로피에 대한 추가적인 열역학적 증거를 제공했지만, 1995년까지 아무도 엔트로피를 많은 수의 미시상태(microstate)들와 연관시키는 통계 역학을 기반으로 블랙홀 엔트로피를 통제된 계산을 할 수 없었다. 사실, 소위 "털없음" 정리는 블랙홀이 단 하나의 미시상태만 가질 수 있다고 제안하는 것처럼 보였다. 1995년 앤드루 스트로민저와 캄란 바파가 D-막과 끈 이중성(string duality)에 기반한 방법을 사용하여 끈 이론에서 초대칭 블랙홀의 올바른 베켄슈타인-호킹 엔트로피를 계산하면서 상황이 바뀌었다. 그들의 계산에 이어 다른 임계 블랙홀 및 근임계 블랙홀(near-extremal black hole}의 엔트로피에 대한 많은 유사한 계산이 수행되었으며, 그 결과는 항상 베켄슈타인-호킹 공식과 일치했다. 그렇지만, 가장 극단적이지 않은 블랙홀로 여겨지는 슈바르츠실트 블랙홀의 경우, 미시상태와 거시상태(macrostate) 사이의 관계는 밝혀지지 않았다. 끈 이론의 프레임워크 안에서 적절한 해답을 찾기 위한 노력들은 계속되고 있다.
루프 양자중력(loop quantum gravity LQG)에서는 기하학적 해석을 미시상태와 연관시킬 수 있는데, 이것이 바로 지평선의 양자 기하학이다. LQG는 엔트로피의 유한성과 지평선 면적의 비례성에 대한 기하학적 설명을 제공한다. 완전 양자 이론(스핀 거품)의 공변량 공식으로부터 에너지와 면적(제1법칙), 언루 온도 및 호킹 엔트로피를 산출하는 분포 사이의 올바른 관계를 도출할 수 있다. 이 계산은 동적 지평선(dynamical horizon) 개념을 사용하며 또한 비임계 블랙홀(non-extremal black hole)들에 대해서 수행되었다. 루프 양자중력의 관점에서 베켄슈타인-호킹 엔트로피의 계산에 대한 논의도 있는 것으로 보인다. 현재 블랙홀에 대해 허용되는 미시상태 앙상블(microstate ensemble)은 소정준 앙상블(microcanonical ensemble)이다. 블랙홀의 분배 함수는 음의 열용량을 초래한다. 정준 앙상블(canonical ensemble)들에서는 양의 열용량에 대한 제한이 있는 반면, 소정준 앙상블은 음의 열용량으로 존재할 수 있다.

## 블랙홀 역학의 법칙
네 가지 블랙홀 역학의 법칙들은 블랙홀이 만족하는 것으로 믿어지는 물리적 특성들이다. 열역학 법칙과 유사한 이 법칙들은 제이콥 베켄슈타인, 브랜던 카터 및 제임스 바딘에 의해 발견되었다. 스티븐 호킹에 의해 더 많은 고려 사항들이 이루어졌다.

### 법칙의 설명
블랙홀 역학의 법칙은 기하학 단위계로 표현된다.

#### 제0법칙
정지한 블랙홀의 경우 지평선은 일정한 표면중력을 갖는다.

#### 제1법칙
정지 블랙홀의 섭동의 경우 에너지의 변화는 면적, 각운동량 및 전하의 변화와 다음에 의해서 관련된다.
{\displaystyle dE={\frac {\kappa }{8\pi }}\,dA+\Omega \,dJ+\Phi \,dQ,}
여기서 {\displaystyle E}는 에너지, {\displaystyle \kappa }는 표면중력, {\displaystyle A}는 지평선 면적, {\displaystyle \Omega }는 각속도, {\displaystyle J}는 각운동량, {\displaystyle \Phi }는 정전기 전위 그라고 {\displaystyle Q}는 전하이다.

#### 제2법칙
지평선 영역은 약한 에너지 조건을 가정할 때 시간의 비감소(non-decreasing) 함수이다:
{\displaystyle {\frac {dA}{dt}}\geq 0.}
이 '법칙'은 호킹이 블랙홀이 복사를 하며 시간이 지남에 따라 블랙홀의 질량과 지평선의 면적이 모두 감소한다는 사실을 발견함으로써 대체되었다.

#### 제3법칙
표면 중력이 사라지는 블랙홀은 형성될 수 없다. 즉, {\displaystyle \kappa =0}은 달성될 수 없다.

### 법칙에 대한 논의

#### 제0법칙
제0법칙은 열역학의 제0법칙과 유사하며, 열평형에 있는 물체의 온도가 일정하다는 것을 말합니다. 이는 표면 중력이 온도와 유사하다는 것을 암시한다. 정상계의 열평형 상수 'T'는 정지한 블랙홀의 지평선에서 {\displaystyle \kappa } 상수와 유사하다.

#### 제1법칙
왼쪽의 {\displaystyle dE}은 에너지의 변화(질량에 비례)이다. 첫 번째 항은 물리적으로 바로 해석할 수 없지만, 오른쪽의 두 번째와 세 번째 항은 회전과 전자기에 의한 에너지의 변화를 나타낸다. 마찬가지로 열역학 제1법칙은 에너지 보존에 대한 진술로, 오른쪽에 {\displaystyle TdS}이라는 용어가 포함되어 있다.

#### 제2법칙
제2법칙은 호킹의 면적 정리에 대한 기술이다. 유사하게, 열역학 제2법칙은 고립된 시스템에서 엔트로피의 변화가 자발적인 과정의 경우 0보다 크거나 같을 것이라고 명시하여 엔트로피와 블랙홀 지평선의 면적 사이의 연관성을 제시한다. 그러나 이 버전은 물질이 떨어질수록 엔트로피를 잃어 엔트로피가 감소하므로 열역학 제2법칙에 위배된다. 그렇지만, 블랙홀 엔트로피와 외부 엔트로피의 합으로 제2법칙을 일반화하면 지평선 너머의 우주를 포함한 시스템에서는 열역학 제2법칙이 위반되지 않는다는 것을 알 수 있다
열역학 제2법칙을 유효한 것으로 제시하기 위해서는 일반화된 열역학 제2법칙(generalized second law of thermodynamics GSL)이 필요했다. 블랙홀의 외부 근처에서는 엔트로피가 사라져 열역학 제2법칙이 유용하지 않기 때문이다. 이제 내부의 일반적인 엔트로피 측정이 가능하기 때문에 GSL을 통해 이 법칙을 적용할 수 있다. 더 크고 회전하지 않는 블랙홀에 떨어지는 엔트로피를 가진 시스템을 살펴보고 시스템의 블랙홀 엔트로피와 엔트로피 증가에 대한 상한과 하한을 각각 설정하는 등의 한 예를 연구함으로써 GSL의 타당성은 입될할 수 있다. 또한 아인슈타인 중력, 러브록 중력 이론(Lovelock theory of gravity) 또는 브랜월드 중력(Braneworld gravity)과 같은 중력 이론에 대해 GSL을 사용하기 위한 조건이 충족될 수 있으므로 GSL은 이러한 중력 이론에 대해서도 유지될 것이라는 것을 유의해야 한다.
그렇지만, 블랙홀 형성에 관한 주제에서 일반화된 열역학 제2법칙이 유효한지 여부가 문제가 되며, 또한 만일 그것이 유효하다면, 모든 상황에 대해 유효하다는 것이 증명될 것이다. 한 블랙홀 형성은 정지하지 않고 움직이기 때문에 GSL이 유효하다는 것을 증명하는 것은 어렵다. GSL이 일반적으로 유효하다는 것을 증명하려면 양자 통계 역학을 사용해야 하는데, 이는 GSL이 양자이자 통계법칙(statistical laws)이기 때문이다. 이 분야는 존재하지 않기 때문에 GSL은 예측뿐만 아니라 일반적으로 유용하다고 가정할 수 있다. 예를 들어, GSL을 사용하여 한 차갑고 회전하지 않는{\displaystyle N} 핵 집합체에 대해, {\displaystyle S_{BH}-S>0}이라고 예측할 수 있는데, 여기서 {\displaystyle S_{BH}}는 블랙홀의 엔트로피이고 {\displaystyle S}는 일반 엔트로피의 합이다.

#### 제3법칙
임계 블랙홀들은 소멸하는 표면 중력은 가진다. {\displaystyle \kappa }는 0이 될 수 없다는 말은 열역학 제3법칙과 유사하게, 절대 영도에 있는 시스템의 엔트로피가 잘 정의된 상수라는 것과 유사하다. 이것은 온도가 0인 어껀 시스템이 기저 상태에서 존재하기 때문이다. 또한, {\displaystyle \Delta S}는 영하의 온도에서 0에 도달하지만, 적어도 완벽한 결정질 물질의 경우 {\displaystyle S} 자체도 0에 도달한다. 아직 실험적으로 검증된 열역학 법칙의 위반은 알려져 있지 않다.

### 법칙의 해석
블랙홀 역학의 네 가지 법칙은 블랙홀의 표면 중력을 온도 및 사건 지평선의 면적을 엔트로피로, 적어도 일부 곱셈 상수들까지, 식별해야 함을 시사한다. 만일 블랙홀을 고전적으로만 고려한다면, 블랙홀은 온도가 0이고 또한 털없음 정리에 따라 엔트로피가 0이며, 그리고 블랙홀 역학의 법칙들은 한 유추로만 남는다. 그렇지만, 양자 역학적 효과를 고려하면 블랙홀은 다음과 같은 온도에서 열복사(호킹 복사)를 방출한다는 것을 발견한다.
{\displaystyle T_{\text{H}}={\frac {\kappa }{2\pi }}.}
블랙홀 역학의 제1법칙에서, 이것은 베켄슈타인-호킹 엔트로피의 곱셈 상수를 결정하며, 이것은 (기하학 단위계로) 다음과 같다.
{\displaystyle S_{\text{BH}}={\frac {A}{4}}.}
이것은 아인슈타인의 일반 상대성이론에서 블랙홀의 엔트로피이다. 휘어진 시공간의 양자장론은 발트 엔트로피(Wald entropy)로 알려진 중력에 대한 공변량 이론에서 블랙홀의 엔트로피를 계산하는 데 활용될 수 있다.

## 끈 이론에서의 유도
끈 이론을 사용하여, 초대칭 (BPS) 블랙홀 또는 초대칭에 가까운 블랙홀의 엔트로피를 계산할 수 있다. 가장 대표적인 예는 세 개의 전하를 가진 D1-D5-P 5차원 블랙홀이다.:567–572 이는 다음과 같이 Q1개의 D1-막과 Q5개의 D5-막을 배열하여 만든다.
| 막         | 0 | 1 | 2 | 3 | 4 | 5 | 6 | 7 | 8 | 9 |
| ---------- | - | - | - | - | - | - | - | - | - | - |
| D5         | — | • | • | • | • | — | — | — | — | — |
| D1         | — | • | • | • | • | — | • | • | • | • |
| T4 또는 K3 | — | — | — | — | — | — | • | • | • | • |
이렇게 축소화하면, 6차원 시공간에 존재하는 1차원 끈을 얻을 수 있다. 이제, x5를 축소화하고, 이 방향에 n개의 운동량을 가진 중력파를 추가하자. 축소화한 차원 x5의 크기와 딜라톤(닫힌 끈 결합 상수)의 크기를 조절하면, 5차원 초대칭 임계 블랙홀을 얻을 수 있다. 이 블랙홀의 사건 지평선 넓이는 다음과 같다.
{\displaystyle A=8\pi G_{5}{\sqrt {Q_{1}Q_{5}n}}}
여기서 {\displaystyle G_{5}}는 5차원 중력 상수다.
이 블랙홀의 미시적 상태(microstate)는 다음과 같이 셀 수 있다.:582–585 블랙홀의 미시적 상태는 한 끝은 D1-막에, 다른 끝은 D5-막에 붙어 있는 끈들로 주어진다. 편의상 {\displaystyle Q_{1}}과 {\displaystyle Q_{5}}가 서로소라고 하자. 그렇다면 이는 6차원에서 x5 방향으로 {\displaystyle Q_{1}Q_{5}}번 감긴 끈들로 나타낼 수 있다.
이 끈들은 나머지 4개의 공간 방향으로 진동할 수 있다. 진동 모드들은 음이 아닌 정수들 {\displaystyle N_{m}^{i}} ({\displaystyle i=1,2,3,4}, {\displaystyle m=0,1,2,\dots })로 주어진다. 즉, 끈은 {\displaystyle x^{i}}방향으로 m번째 에너지 준위에 있다. 이 경우, 끈의 감음수(winding number)는 다음과 같다.
{\displaystyle nW=\sum _{i=1}^{4}\sum _{m=1}^{\infty }mN_{m}^{i}}
(엄밀히 말하면, 닫힌 끈의 진동 모드는 오른쪽 또는 왼쪽 방향 진동 두 가지가 가능하다. 다만, 초대칭을 보존하려면 모든 모드들이 같은 방향을 따라야 한다.) 따라서, 양자수 {\displaystyle Q_{1}}, {\displaystyle Q_{5}}, {\displaystyle n}을 가진 블랙홀의 미시적 상태는
{\displaystyle nQ_{1}Q_{2}=16\sum _{i=1}^{4}\sum _{m=1}^{\infty }mN_{m}^{i}}
를 만족시키는 {\displaystyle (N_{m}^{i})_{i,m}}들의 개수 {\displaystyle \Omega (Q_{1}Q_{5}n)}으로 주어진다.
{\displaystyle \ln \Omega (m)\approx 2\pi {\sqrt {m}}}
임을 수학적으로 보일 수 있다. 따라서
{\displaystyle \ln \Omega =S\approx A/4G_{5}}
임을 알 수 있다.
Ω는 다음과 같이 계산할 수 있다. 우선, Ω는 다음과 같은 생성함수로 나타낼 수 있다.
{\displaystyle G(z)=16\left(\prod _{m=1}^{\infty }{\frac {1+z^{m}}{1-z^{m}}}\right)^{4}=\sum _{m=0}^{\infty }\Omega (m)z^{m}}
따라서, 경로적분법을 사용하여 {\displaystyle \Omega (m)}을 다음과 같이 계산할 수 있다.
{\displaystyle \Omega (m)={\frac {1}{2\pi i}}\oint {\frac {dz}{w^{m+1}}}G(w)}

## 비판
블랙홀 열역학(BHT)은 양자 중력 이론에 대한 가장 깊은 단서 중 하나로 간주되어 왔지만, 그것은 "종종 열역학의 일종의 캐리커처에 기반하고 있다" 또한 "BHT의 그 시스템이 무엇이어야 하는 지 불분명하다"는 철학적 비평들이 남아 있으며, 이것은 "그 유추가 일반적으로 생각하는 것만 큼 좋지는 않다"는 결론에 아른다.
이러한 비평들로 인해 한 동료 회의론자는 "블랙홀을 열역학적 시스템으로 간주하는 경우"를 재검토하게 되었고, 특히 "블랙홀이 서로 열 접촉할 수 있도록 하는 호킹 복사의 중심적 역할"과 "블랙홀에 가까운 호킹 복사를 어떤 중력으로 묶인 열 대기(gravitationally bound thermal atmosphere)로 해석하는 것"에 주목하여 "정지 블랙홀들은 열역학적 시스템들과 유사하지 않으며, 완전한 의미에서, 열역학적 시스템들이다."라고, 결국 반대의 결론으로 마친다.

## 블랙홀 너머
게리 기번스와 호킹은 블랙홀 열역학이 블랙홀보다 더 일반적이며, 우주론적 사건 지평선에도 엔트로피와 온도가 있다는 것을 보여주었다.
더 근본적으로는, 헤라르뒤스 엇호프트와 레너드 서스킨드가 블랙홀 열역학 법칙을 이용해 중력과 양자역학의 일관된 이론이 저차원적(lower-dimensional)이어야 한다는 일반적인 자연의 홀로그래피 원리를 주장했다. 홀로그래피 원리는 일반적으로 아직 완전히 이해되지는 않았지만, AdS/CFT 대응성과 같은 이론들의 핵심이다.
블랙홀 엔트로피와 유체 표면 장력 사이에도 또한 연관성들이 있다.

## 같이 보기
- 조지프 폴친스키
- 로버트 발트Robert Wald

## 노트
1. ↑  루프 양자 중력 연구자 목록(ist of loop quantum gravity researchers) 참조.

## 참고 문헌
- Bardeen, J. M.; Carter, B.; Hawking, S. W. (1973). “The four laws of black hole mechanics”. 《Communications in Mathematical Physics》 31 (2): 161–170. Bibcode:1973CMaPh..31..161B. doi:10.1007/BF01645742. S2CID 54690354.
- Bekenstein, Jacob D. (April 1973). “Black holes and entropy”. 《Physical Review D》 7 (8): 2333–2346. Bibcode:1973PhRvD...7.2333B. doi:10.1103/PhysRevD.7.2333. S2CID 122636624.
- Hawking, Stephen W. (1974). “Black hole explosions?”. 《Nature》 248 (5443): 30–31. Bibcode:1974Natur.248...30H. doi:10.1038/248030a0. S2CID 4290107.
- Hawking, Stephen W. (1975). “Particle creation by black holes”. 《Communications in Mathematical Physics》 43 (3): 199–220. Bibcode:1975CMaPh..43..199H. doi:10.1007/BF02345020. S2CID 55539246.
- Hawking, S. W.; Ellis, G. F. R. (1973). 《The Large Scale Structure of Space–Time》. New York: Cambridge University Press. ISBN 978-0-521-09906-6.
- Hawking, Stephen W. (1994). “The Nature of Space and Time”. arXiv:hep-th/9409195.
- 't Hooft, Gerardus (1985). “On the quantum structure of a black hole” (PDF). 《Nuclear Physics B》 256: 727–745. Bibcode:1985NuPhB.256..727T. doi:10.1016/0550-3213(85)90418-3. 2011년 9월 26일에 원본 문서 (PDF)에서 보존된 문서.
- Page, Don (2005). “Hawking Radiation and Black Hole Thermodynamics”. 《New Journal of Physics》 7 (1): 203. arXiv:hep-th/0409024. Bibcode:2005NJPh....7..203P. doi:10.1088/1367-2630/7/1/203. S2CID 119047329.